# Phidippus nikites
Phidippus nikites es una especie de araña araneomorfa del género Phidippus, familia Salticidae. Fue descrita científicamente por Chamberlin & Ivie en 1935.
Habita en los Estados Unidos (California, Idaho, Nevada, Oregón) y México. Los machos adultos de esta especie miden aproximadamente 8-12 mm, mientras que las hembras miden 9-13 mm. Está muy relacionada con la especie Phidippus apacheanus, aunque Edwards 2004 afirma que apacheanus permanece toda su vida con el mismo color a diferencia de nikites que presenta varios colores (puede ser amarillo, naranja o rojo).